# كريس كامدن
كريس كامدن (بالإنجليزية: Chris Camden)‏ هو لاعب كرة قدم بريطاني في مركز الهجوم، ولد في 28 مايو 1963 في بيركنهيد ‏ في المملكة المتحدة. لعب مع ماكليسفيلد تاون ونادي ترانمير روفرز ونادي تشستر سيتي ونادي تشيلتنهام تاون لكرة القدم ونادي ستاليبريدج سيلتيك.